# Comuna Micăsasa, Sibiu
Micăsasa (în maghiară: Mikeszásza, în germană: Feigendorf) este o comună în județul Sibiu, Transilvania, România, formată din satele Chesler, Micăsasa (reședința), Țapu și Văleni.

## Demografie
Componența etnică a comunei Micăsasa
     Români (87,28%)
     Maghiari (1%)
     Alte etnii (1,18%)
     Necunoscută (10,54%)
Componența confesională a comunei Micăsasa
     Ortodocși (83,39%)
     Greco-catolici (1,88%)
     Alte religii (3,83%)
     Necunoscută (10,9%)
Conform recensământului efectuat în 2021, populația comunei Micăsasa se ridică la 1.698 de locuitori, în scădere față de recensământul anterior din 2011, când fuseseră înregistrați 2.058 de locuitori. Majoritatea locuitorilor sunt români (87,28%), cu o minoritate de maghiari (1%), iar pentru 10,54% nu se cunoaște apartenența etnică. Din punct de vedere confesional, majoritatea locuitorilor sunt ortodocși (83,39%), cu o minoritate de greco-catolici (1,88%), iar pentru 10,9% nu se cunoaște apartenența confesională.

## Politică și administrație
Comuna Micăsasa este administrată de un primar și un consiliu local compus din 11 consilieri. Primarul, Alexandru-Adrian Suciu[*], de la Partidul Social Democrat, este în funcție din 1 noiembrie 2024. Începând cu alegerile locale din 2024, consiliul local are următoarea componență pe partide politice:
|  | Partid                    | Consilieri | Componența Consiliului | Componența Consiliului | Componența Consiliului | Componența Consiliului | Componența Consiliului |
|  | ------------------------- | ---------- | ---------------------- | ---------------------- | ---------------------- | ---------------------- | ---------------------- |
|  | Partidul Național Liberal | 5          |                        |                        |                        |                        |                        |
|  | Partidul Social Democrat  | 5          |                        |                        |                        |                        |                        |
|  | Partidul S.O.S. România   | 1          |                        |                        |                        |                        |                        |

## Atracții turistice
- Biserica reformată și romano-catolică din Micăsasa, monument istoric
- Biserica evanghelică fortificată din Țapu, monument istoric
- Castelul Brukenthal din Micăsasa, monument istoric
- Muzeul satului din Micăsasa

## Primarii comunei
- 1996[7] - 2000 - Tifrea Ioan, de la CDR
- 2000[8] - 2004 - Ceorgovean Pompiliu Gabr, de la CDR
- 2004[9] - 2008 - Popa Sorin Vasile, de la PSD
- 2008[10] - 2012 - Popa Sorin Vasile, de la PSD
- 2012[11] - 2016 - Popa Sorin Vasile, de la USL
- 2016[12] - 2020 - Popa Sorin Vasile, de la PSD
- 2020 - 2024 - Timotei Păcurar, de la USR PLUS

## Imagini

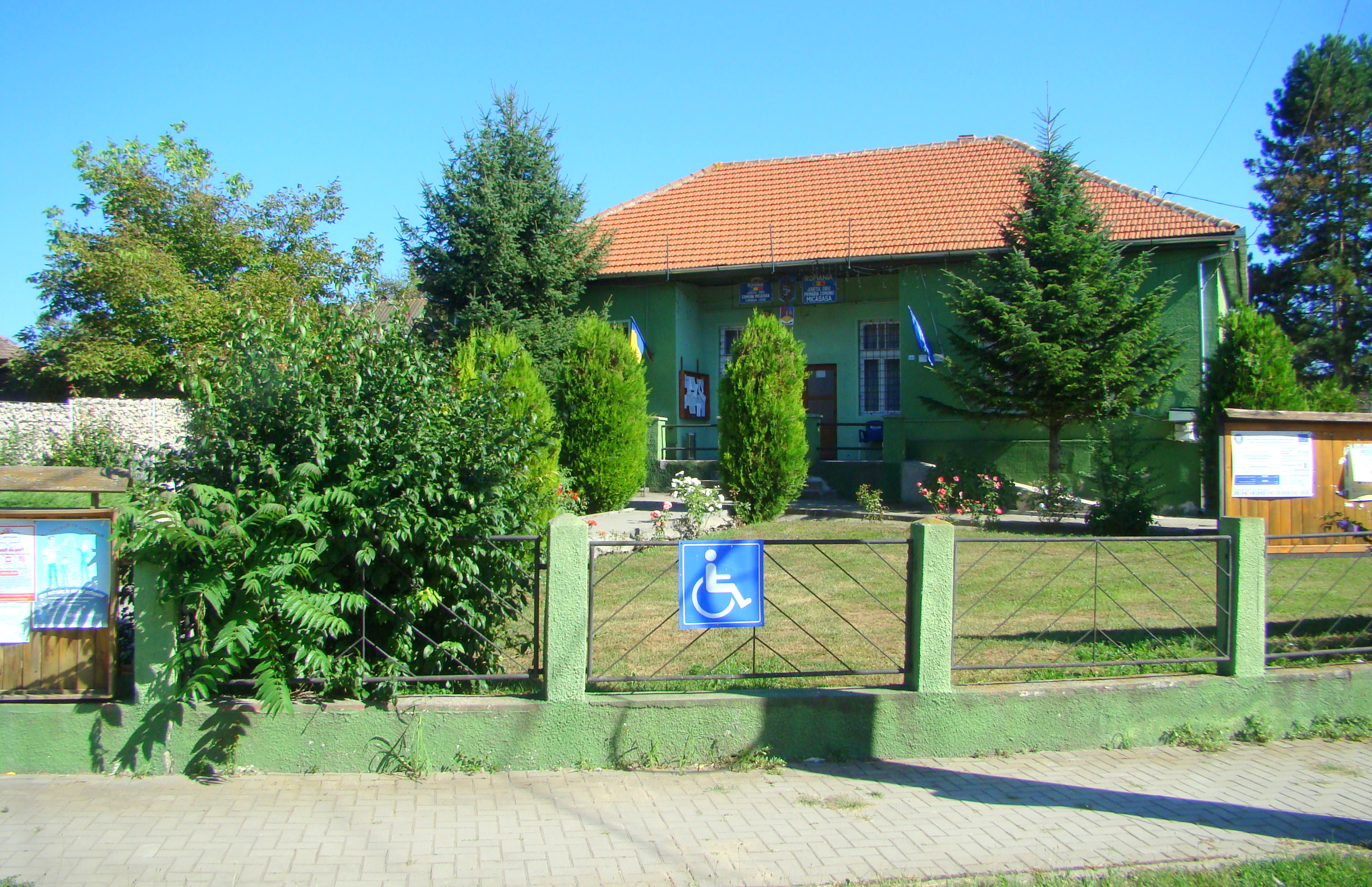
Primăria comunei
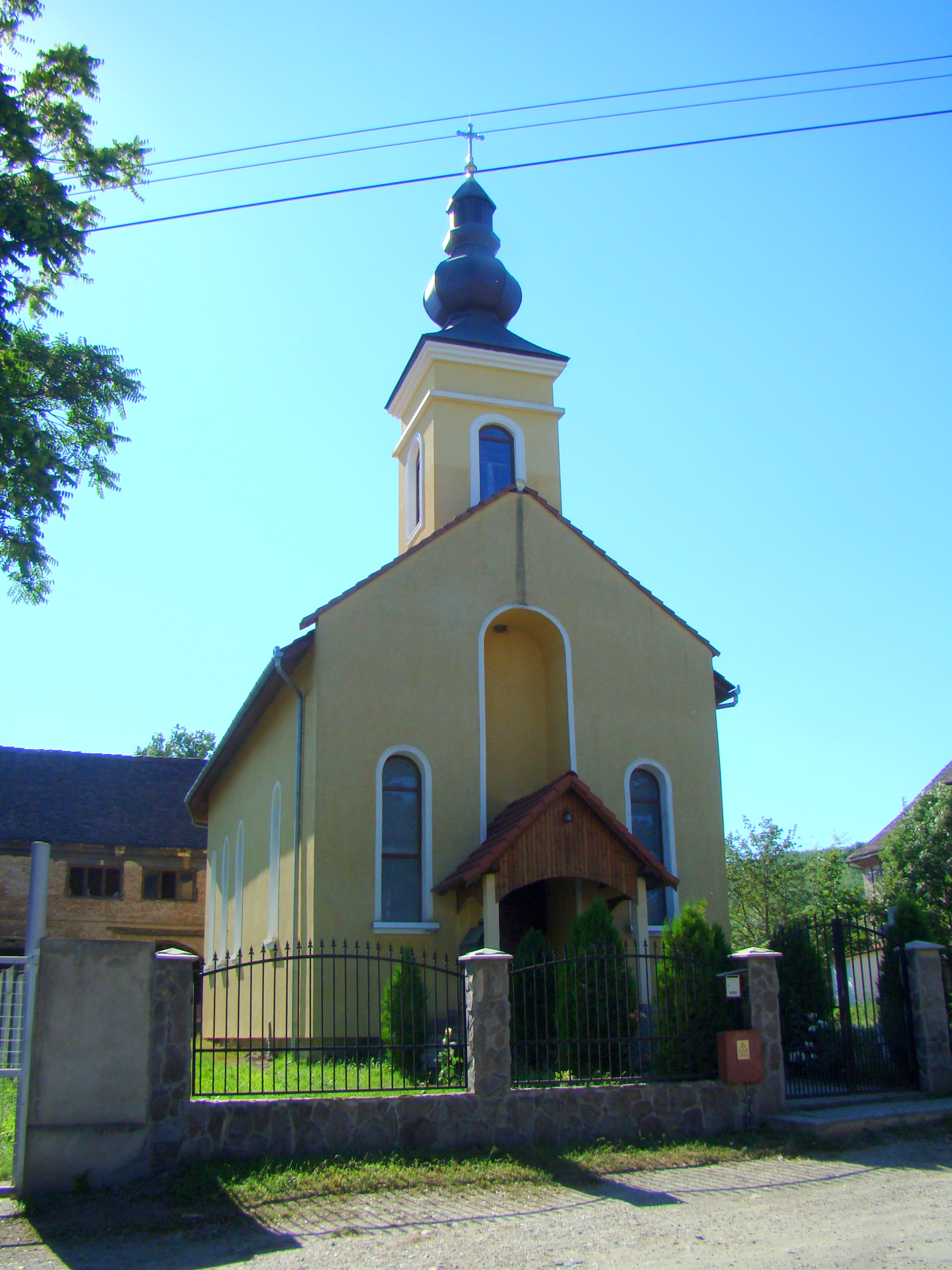
Biserica greco-catolică
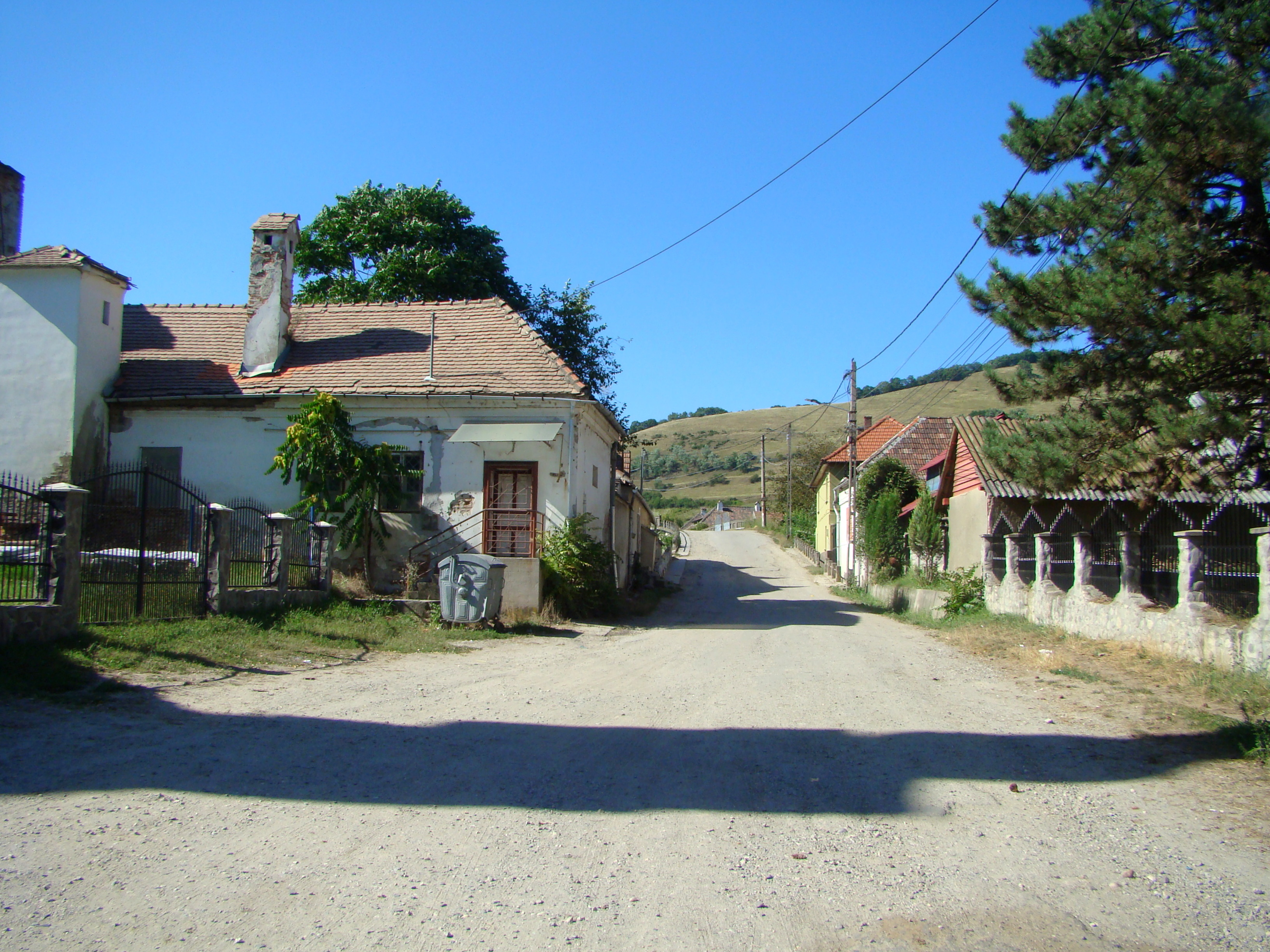
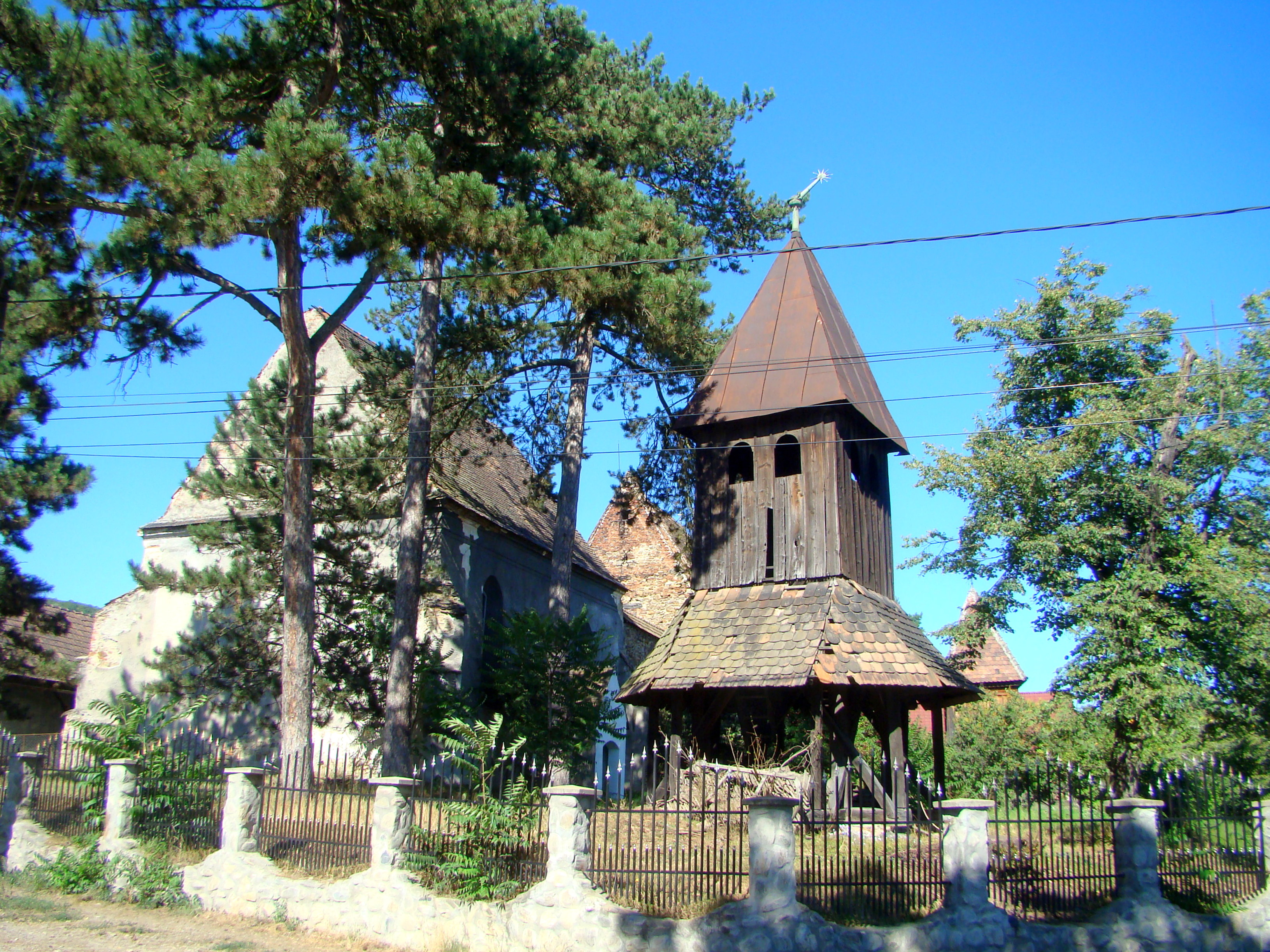
Biserica reformată
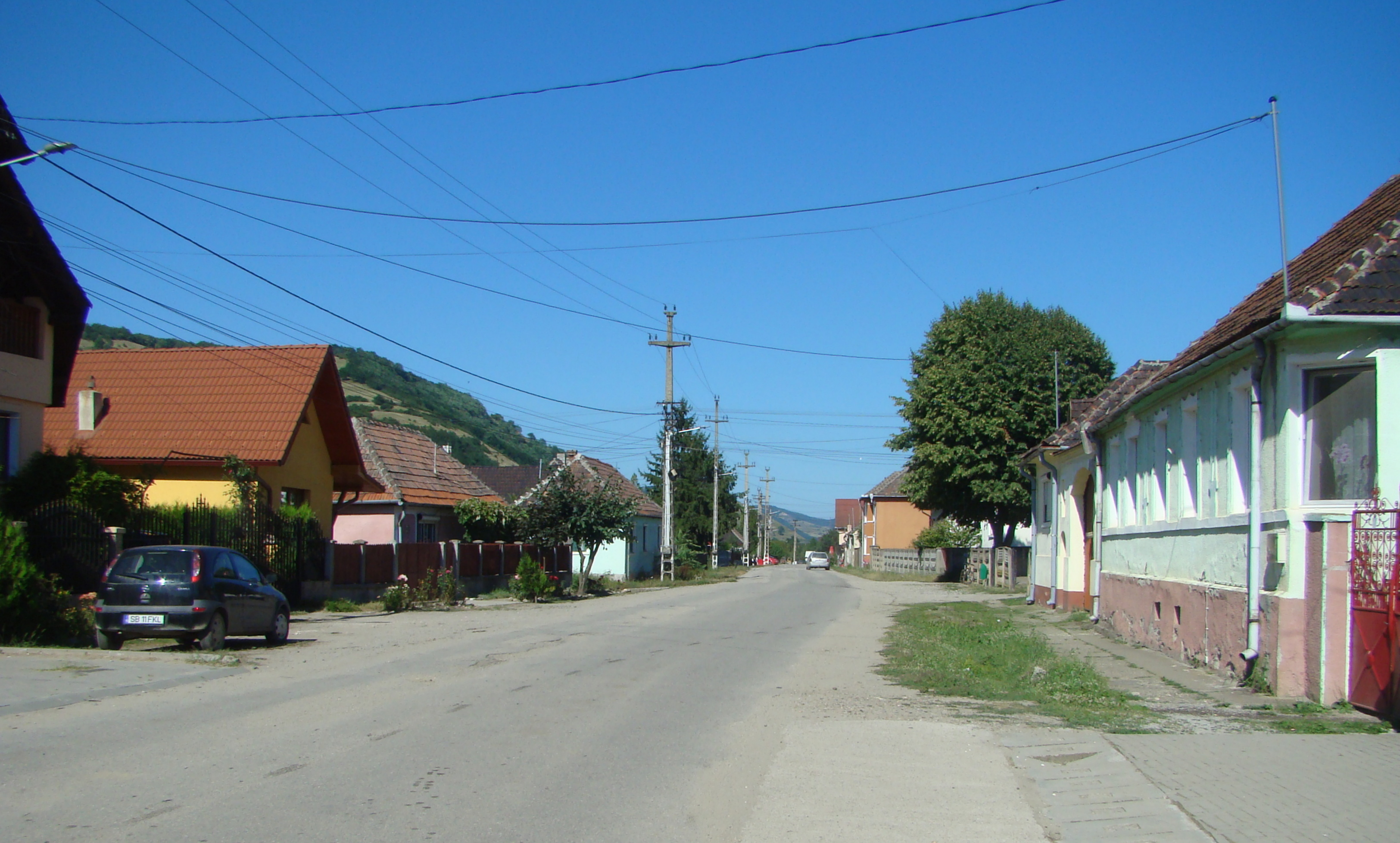
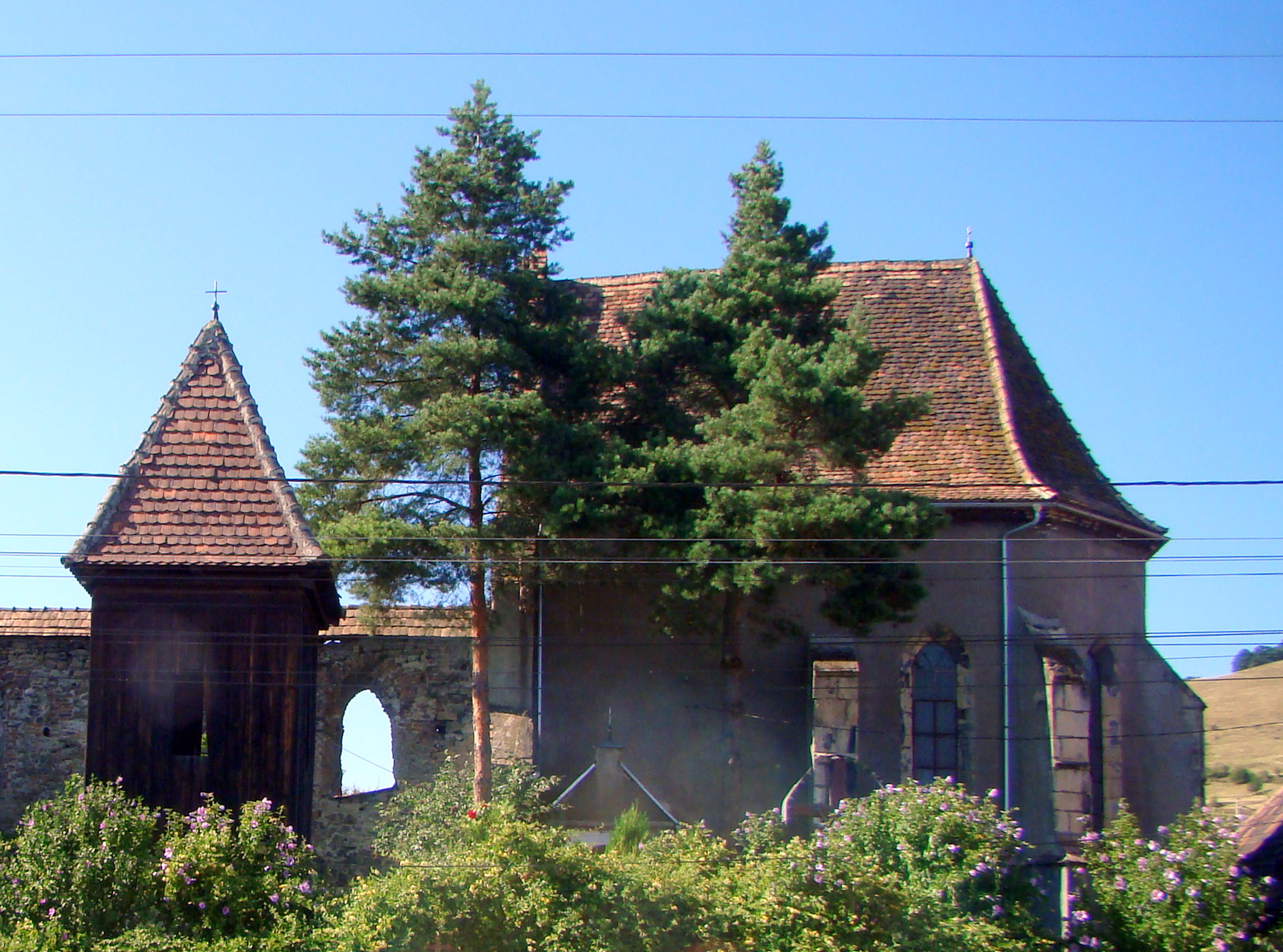
Biserica romano-catolică „Sf. Treime”
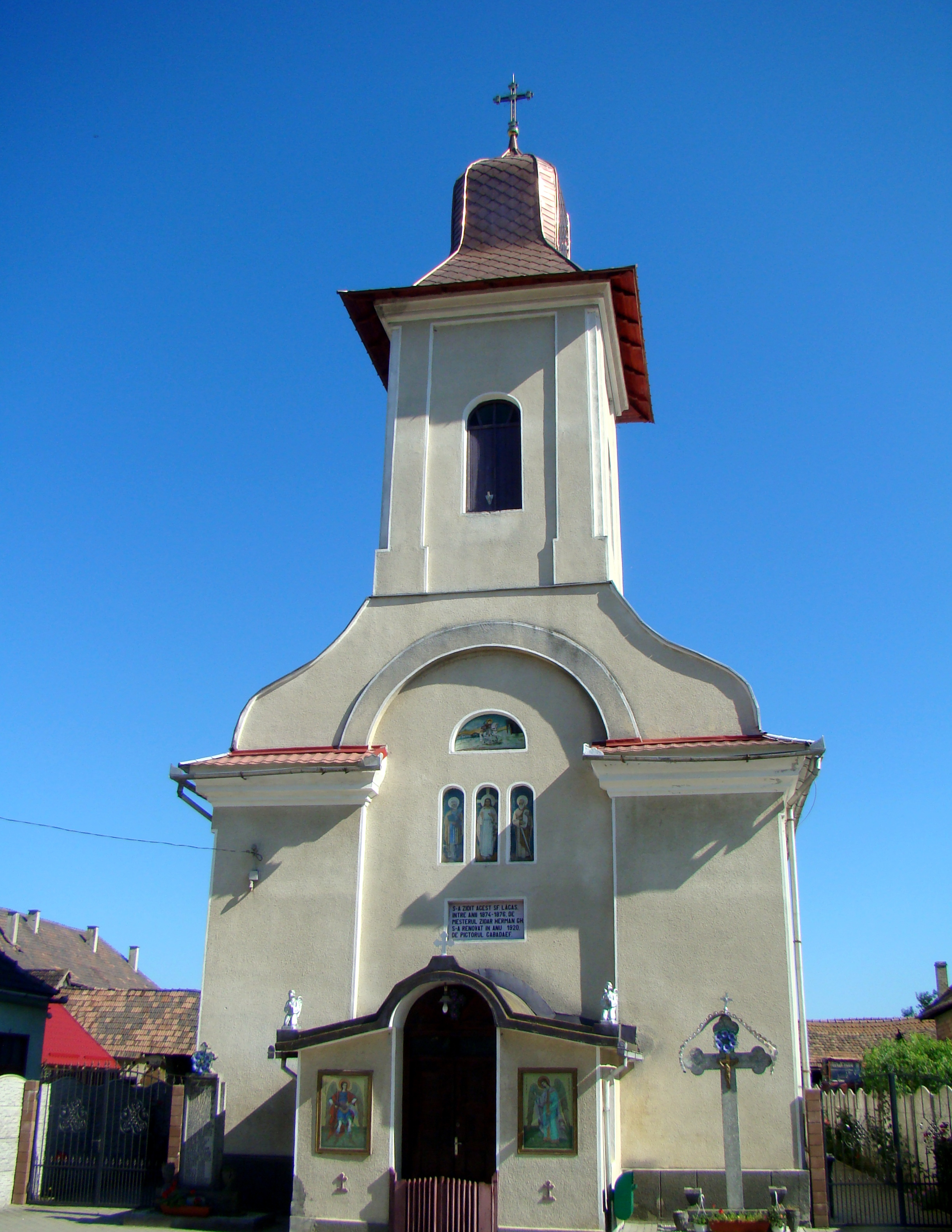
Biserica ortodoxă
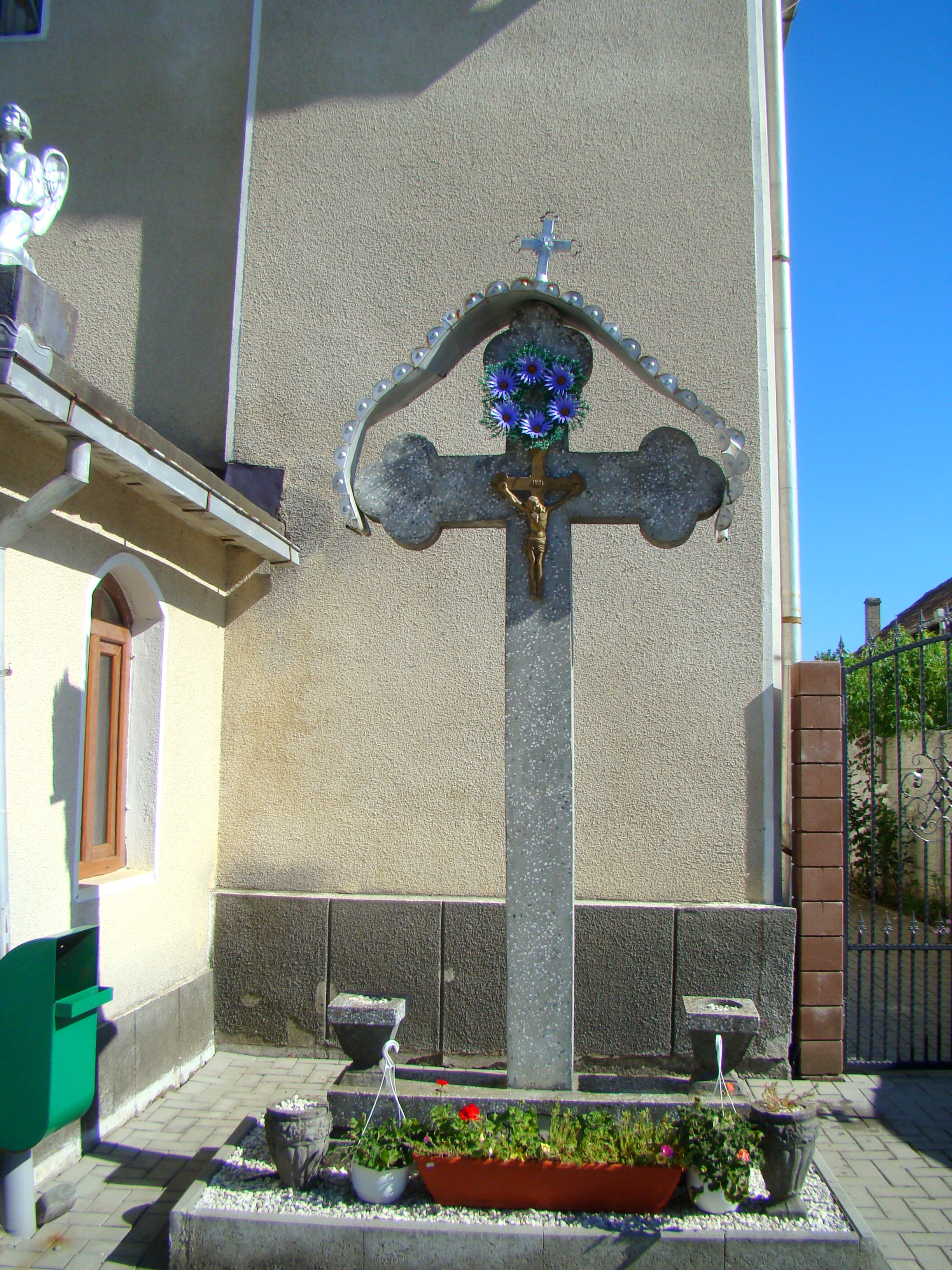
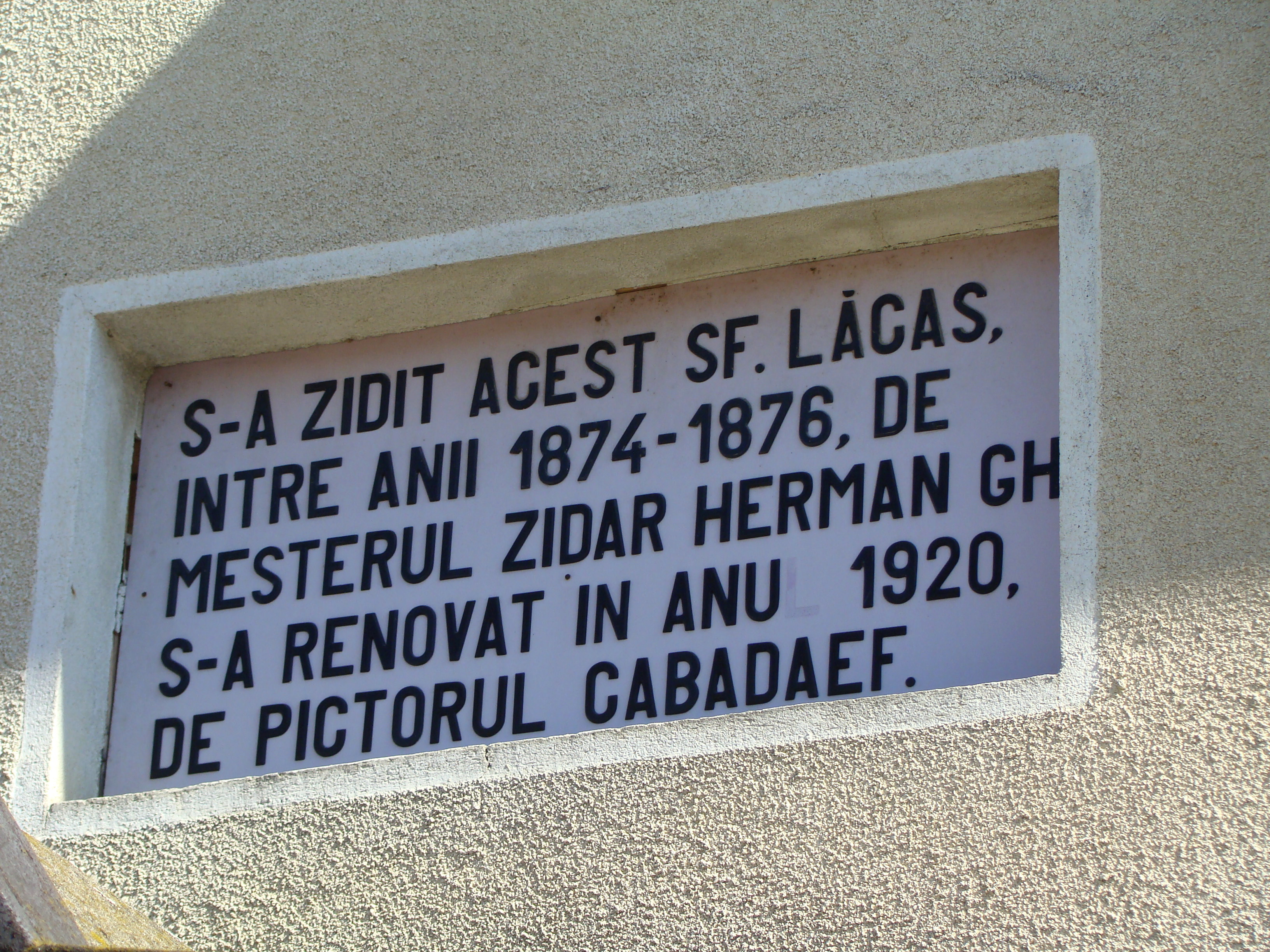
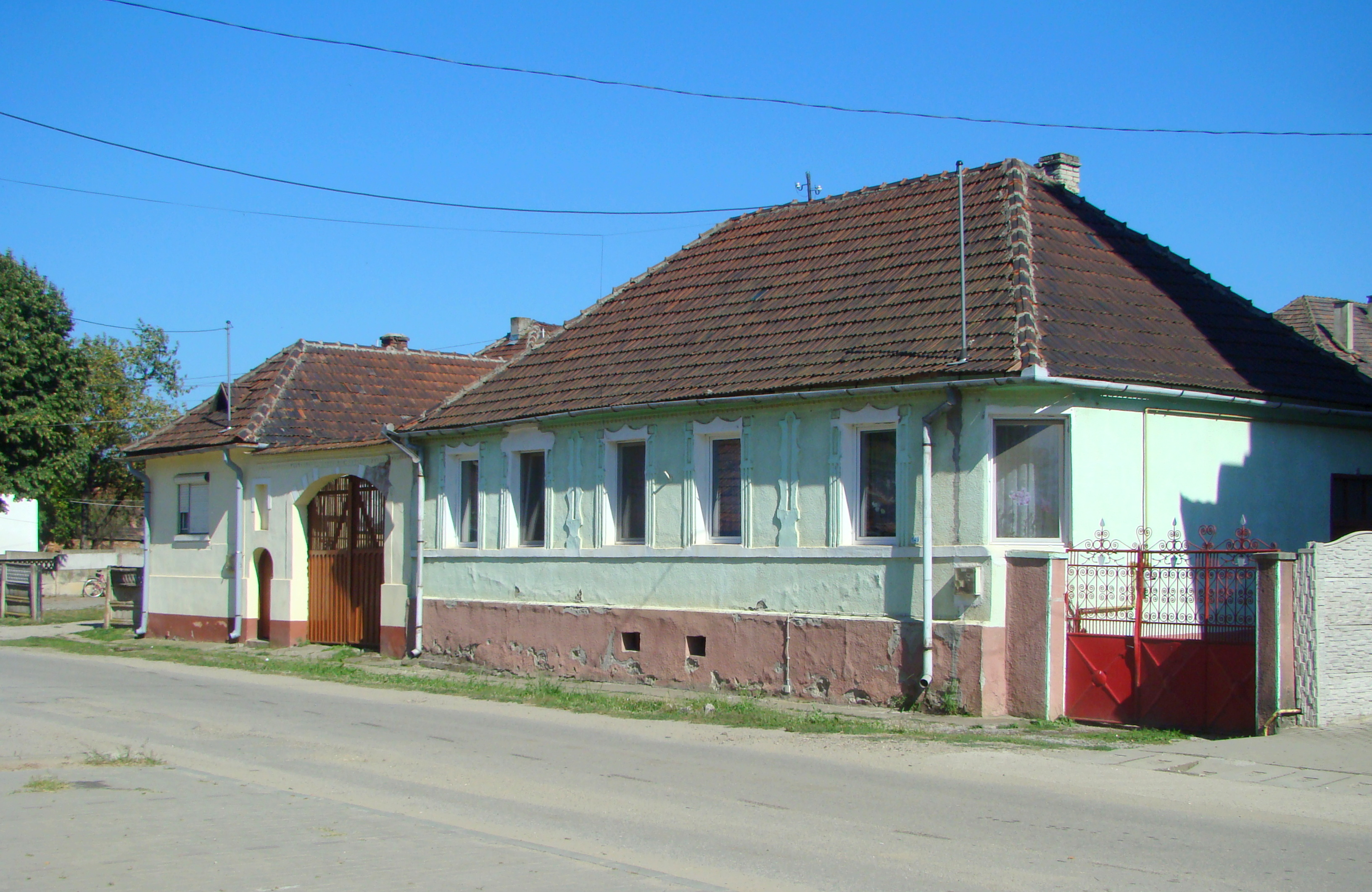
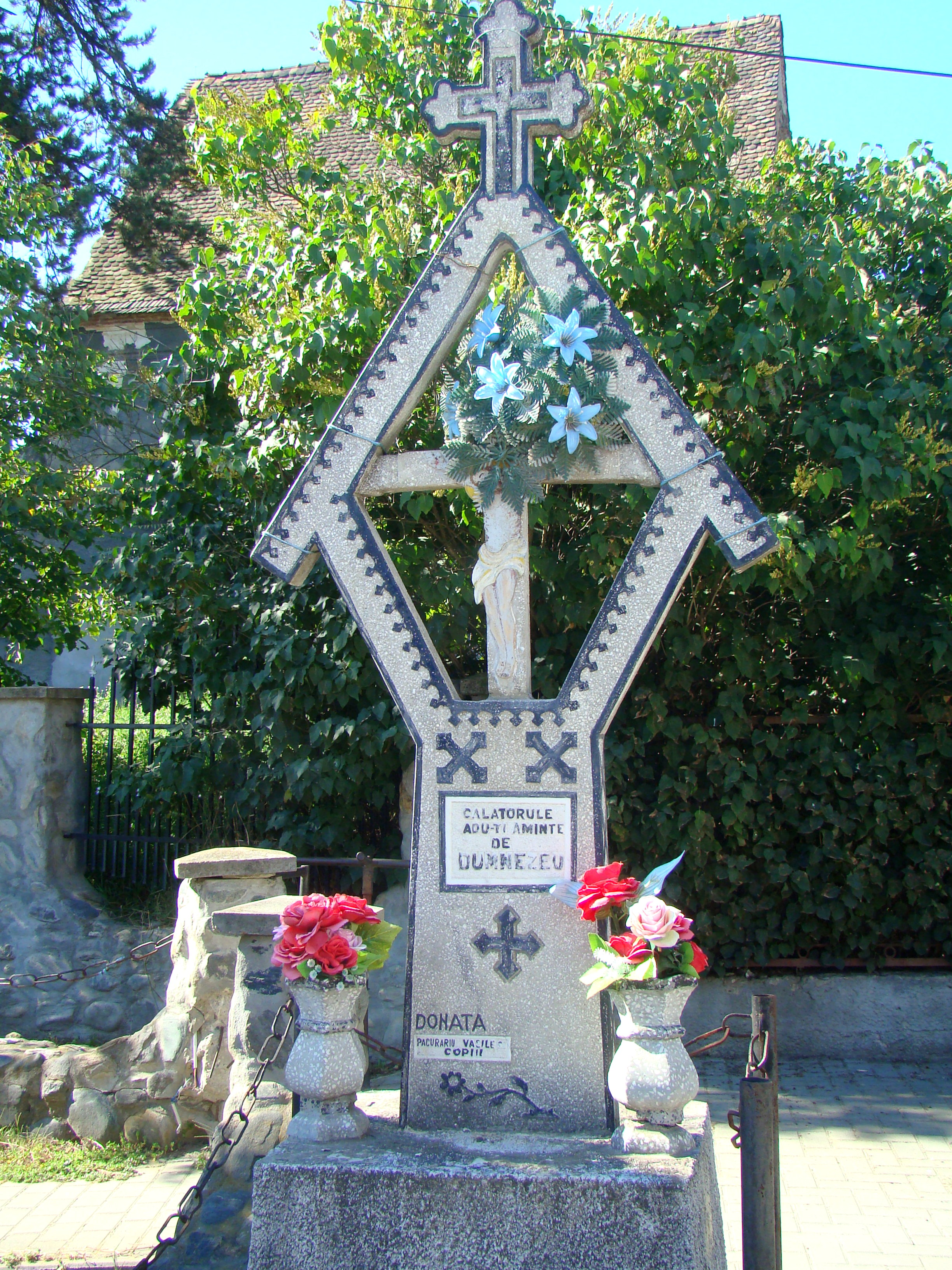
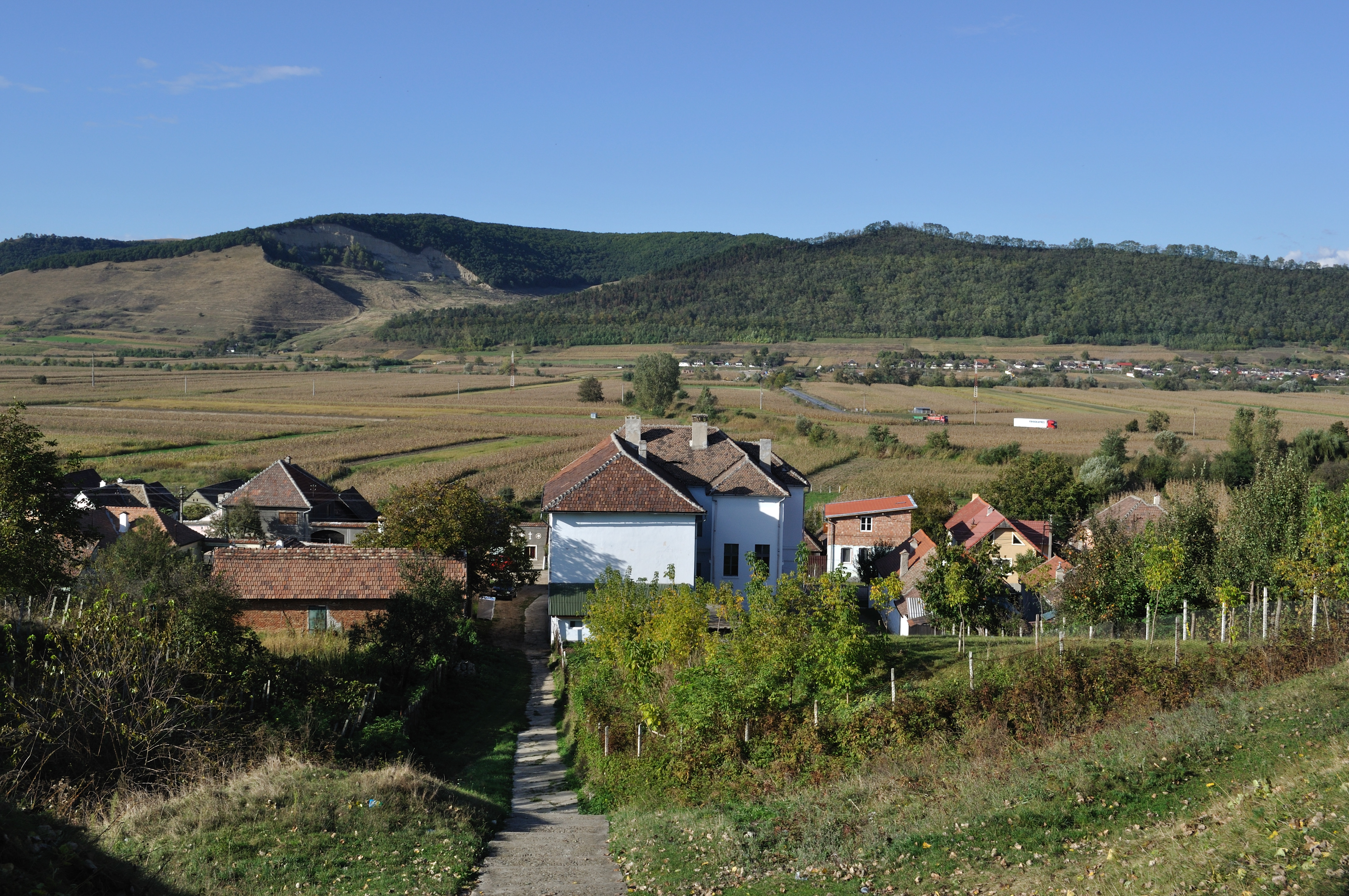
Țapu
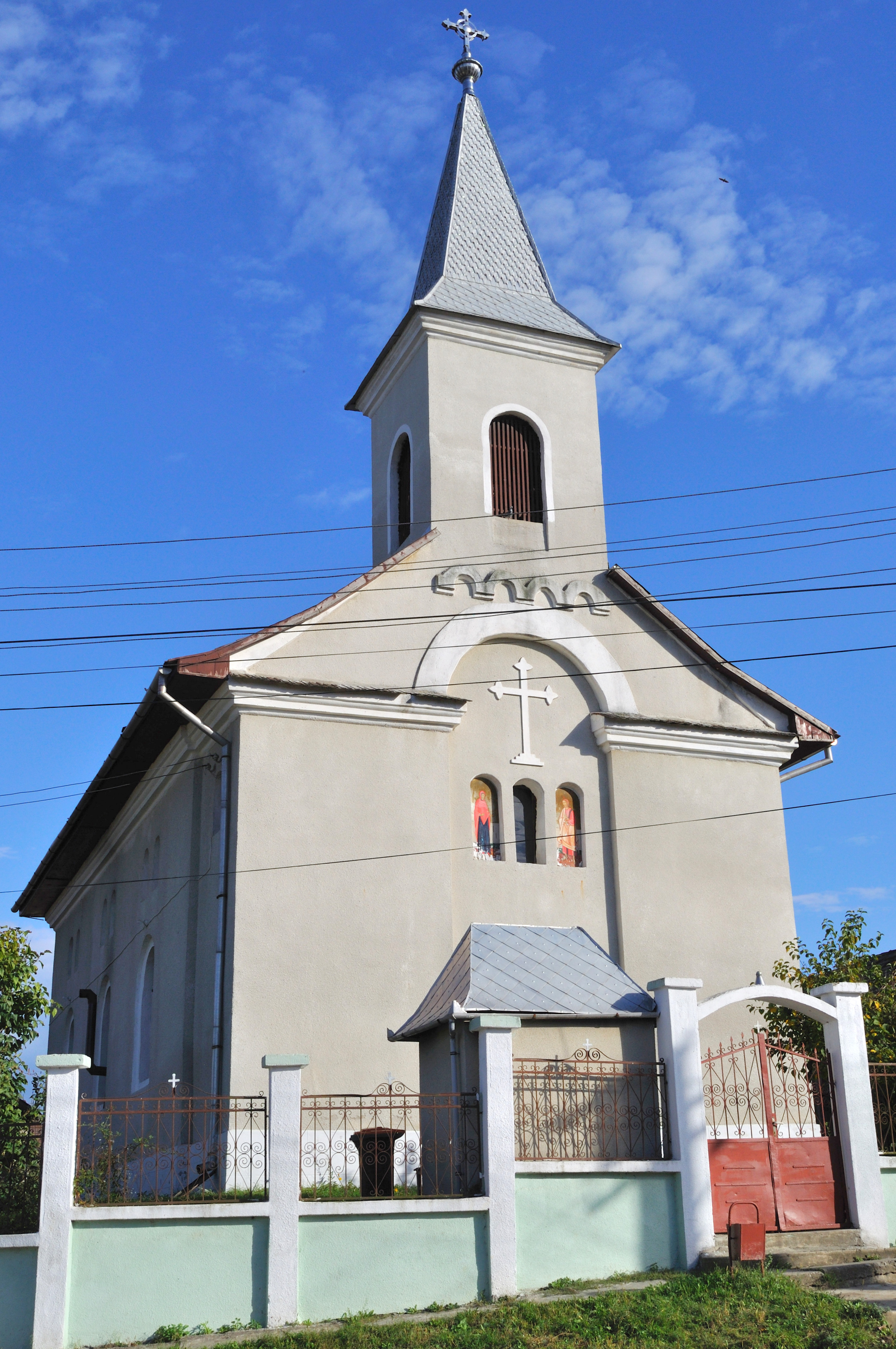
Biserica ortodoxă
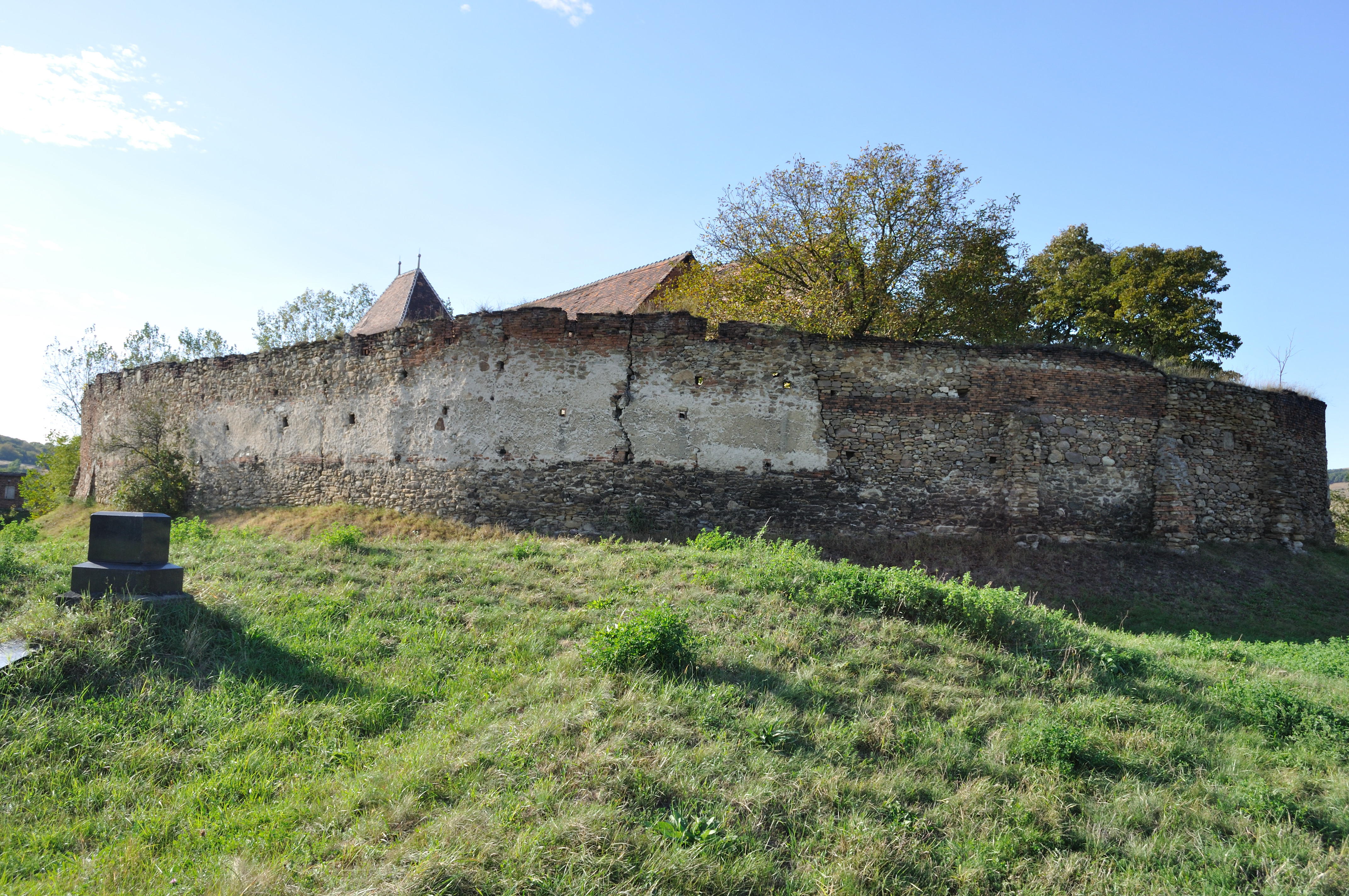
Biserica fortificată din Țapu
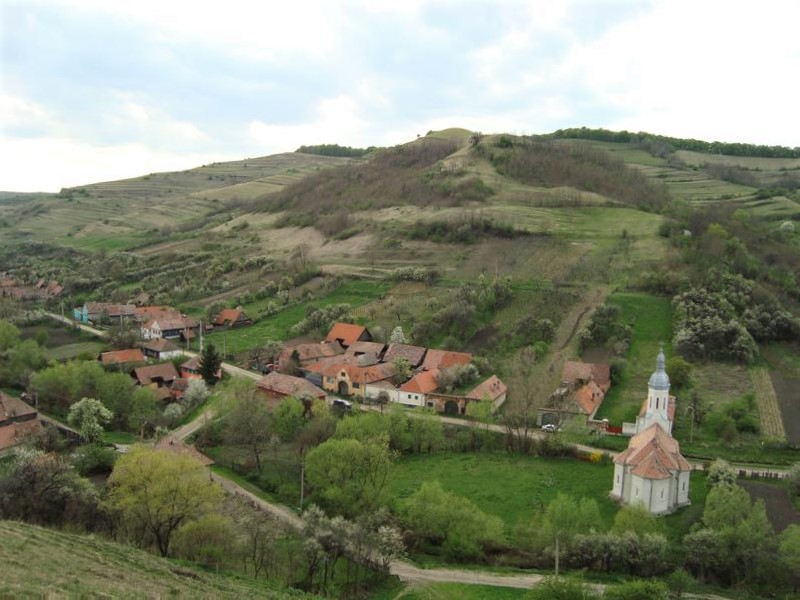
Chesler
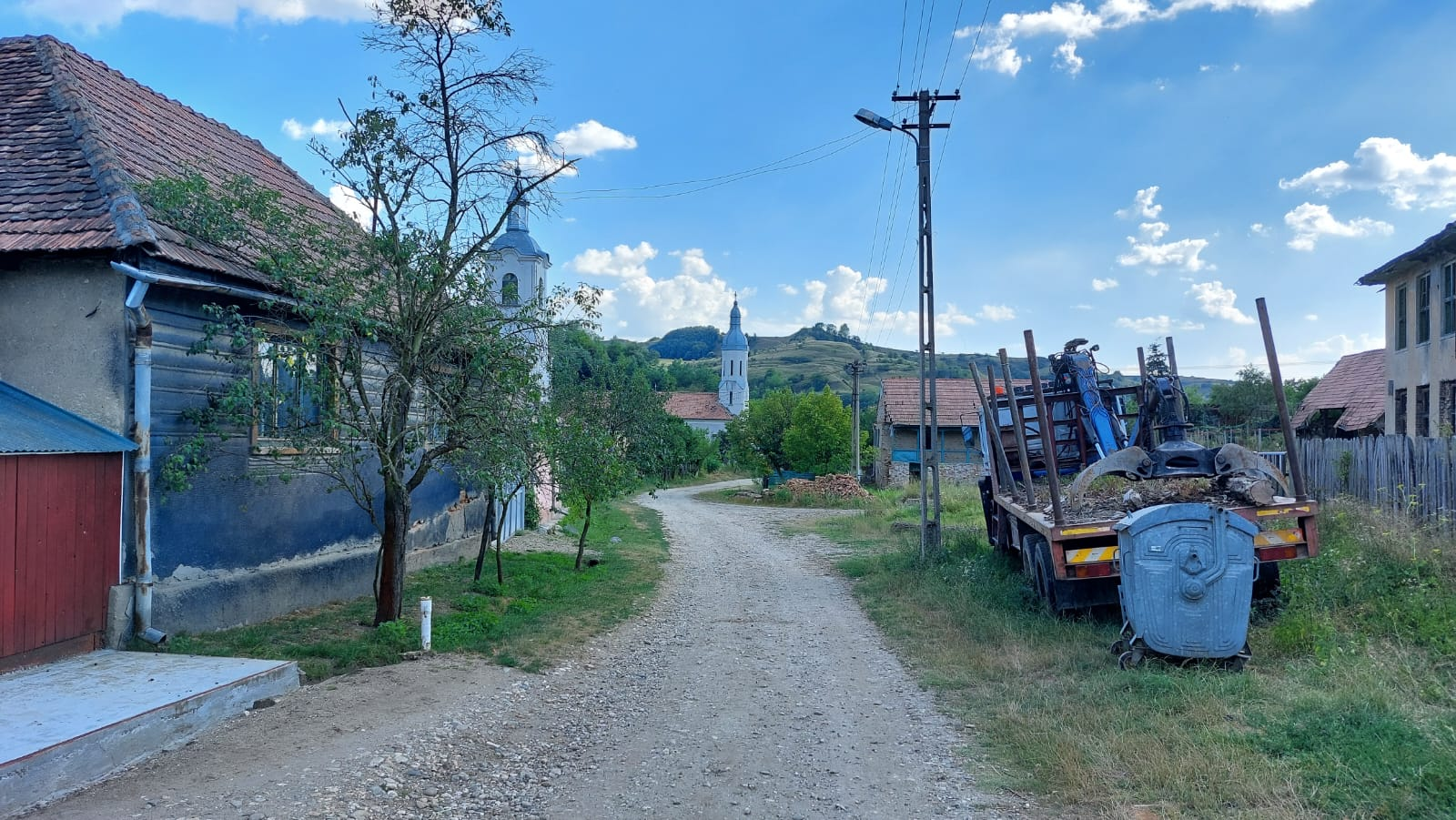
Chesler